# Ferdinand Lang (Schauspieler)
Ferdinand Lang (* 28. Mai 1810 in München; † 30. August 1882 ebenda) war ein bayerischer Hofschauspieler, Komiker und -regisseur.

## Leben
Lang wurde als Sohn des Hofgeigers Theobald Lang (1783–1839) und der Sängerin und Schauspielerin Regina Hitzelberger-Lang (1788–1827) geboren und entstammte einer Künstlerfamilie: Seine Großmutter war die Schauspielerin und Sängerin Marianne Lang, seine Tante war Johanna Hitzelberger, ein Onkel der Theaterdirektor Carl Carl. Seine Schwester war Josephine Caroline Lang, die mit dem Juristen Christian Reinhold Köstlin verheiratet war.
Lang sollte zunächst den Beruf seines Vaters erlernen und bekam Unterricht im Spiel der Violine. Allerdings konnte er seinen Vater überzeugen, dass er für das Schauspiel geeigneter sei. Zusammen mit Charlotte von Hagn durfte er beim Hofschauspieler Wilhelm Urban in die Lehre im dramatischen Schauspiel gehen. Am 7. Juli 1827 gab er als Aegisth in Voltaires Merope sein Debüt am Königlichen Hof- und Nationaltheater in München. Dort wirkte er seitdem bis zu seinem Tod als Schauspieler. Erst nach seinem 50-jährigen Bühnenjubiläum schränkte er seine Schauspieltätigkeit ein. Bis dahin war er bereits 5721-mal aufgetreten. Bei einem Gastspiel am Burgtheater in Wien traf er auf Ferdinand Raimund, der ihn für das komische Fach begeisterte und seine Spielweise auf Dauer prägen sollte.
Lang wurde nach einer Vorstellung am 25. November 1831 von einem Attentäter schwer verwundet. Am 9. Januar 1832 konnte er allerdings, unter großem Beifall des Publikums, auf die Bühne zurückkehren. Im Februar ging er nach Wien, wo er sich weiter der Ausbildung als Komiker widmete. Im März 1832 absolvierte er mehrere Gastspiele im Wiener Burgtheater, bevor er nach München zurückkehrte. Neben klassischen Rollen widmete er sich zunehmend auch der Komik. Am Faschingsdienstag 1833 brachte er erstmals den „Staberl“ auf die Bühne, den er bis zu seinem Tod 163-mal spielte. Auch als Charakterdarsteller und als Imitator des Königs Ludwig I. von Bayern erfreute er sich großer Beliebtheit.
Lang spielte hauptsächlich in München. Neben dem Hoftheater trat er auch am Residenztheater und am Theater am Gärtnerplatz auf. Während seiner 55-jährigen Tätigkeit als Schauspieler trat er in 712 verschiedenen Rollen insgesamt etwa 6200-mal auf, davon 3618-mal im Hof- und Nationaltheater, 682-mal im Residenztheater sowie 1126-mal im Theater am Gärtnerplatz. Auch selbst brachte er Stücke zur Aufführung. Gastspiele als Komiker führten ihn unter anderem nach Augsburg, Berlin, Hamburg, Mannheim, Stuttgart und Zürich.

Lang wurde auf dem Münchner Alten Südfriedhof beigesetzt. 

Grabdenkmal 12-06-54/55

 Sein Sohn war der Direktor des Gärtnerplatztheaters Georg Lang (1839–1909).